# Sholinganallur
Sholinganallur es una ciudad y nagar Panchayat situada en el distrito de Chengalpattu en el estado de Tamil Nadu (India). Su población es de 35602 habitantes (2011). Se encuentra a 20 km de Chennai y a 64 km de Kanchipuram. Forma parte del área metropolitana de Chennai.

## Demografía
Según el censo de 2011 la población de Sholinganallur era de 35602 habitantes, de los cuales 18395 eran hombres y 17207 eran mujeres. Sholinganallur tiene una tasa media de alfabetización del 86,49%, superior a la media estatal del 80,09%. 